# اردن آلکان
اردن آلکان (ترکی استانبولی: Erden Alkan؛ زادهٔ ۱۲ فوریهٔ ۱۹۴۱) هنرپیشه، پدیدآور، کارگردان نمایش، نویسنده، و بازیگر سینما اهل آلمان است.
از فیلم‌ها یا برنامه‌های تلویزیونی که وی در آن نقش داشته‌است می‌توان به فتح ۱۴۵۳ اشاره کرد.